# Maier József
Maier József (1922 után vitéz Modory József; 1889. május 11. – 1958. május 7.) az Osztrák–Magyar Monarchia 7 légi győzelmet elérő ászpilótája volt az első világháborúban.

## Élete
Magyar köznemesi családban született. Magyarul soha nem tanult meg jól, olasz feleségével is németül beszélt. A mödlingi Katonai Műszaki Főiskolán tanult. 1911-ben kezdte meg szolgálatát a 23. utászezrednél. 1911. szeptemberében hadnaggyá léptették elő. 
Közvetlenül az első világháború kitörése előtt, 1914. július 1-én kezdte el a légi megfigyelőtiszti tanfolyamot Bécsújhelyen és mindössze egy hónap múlva már főhadnagyként került az orosz frontra küldött 14. repülőszázadhoz.
1914. augusztus 12-én Varga János pilótával végzett felderítést egy Lohner B.V-tel, amikor Volodimir-Volinszkijnél motorhiba miatt kényszerleszállást kellett végrehajtaniuk; a gépet megsemmisítették és gyalog tértek vissza saját vonalaik mögé. 1915 tavaszán, amikor már 38 ellenséges terület fölötti bevetésen volt túl, jelentkezett pilótatanfolyamra. Szeptember 1-én vette kézhez pilótaigazolványát és október 4-én az orosz (később a román) fronton harcoló 13. repülőszázadhoz került, mint parancsnokhelyettes. 
1917 nyarán elvégzett egy kéthetes vadászpilóta-képzést, ami után az akkor létrehozott 55. vadászrepülő-század parancsnokaként az olasz frontra küldték. Novemberben századosi kinevezést kapott. Az azután következő hónap különösen sikeres volt a század és Maier számára. Ekkor aratott hét légi győzelméből ötöt kiváló pilótatársai, Julius Arigi és Kiss József kíséretében szerzett. 1917. november 15-én két Caproni Ca.1 bombázót; két nappal később egy Savoia-Pomilio és egy SAML felderítőt, 18-án pedig újabb Savoia-Pomiliót lőttek le. Maier utolsó légi győzelmeit december 7-én szerezte Asiago térségében, amikor egy Pomilio PE és egy SAML felderítőgépet kényszerített földre.
1918 elejétől visszaesett a teljesítmény, a legjobb pilóták vagy elestek, vagy máshová irányították őket és az elvesztett Albatros D.III-akat rosszabb teljesítményű Phönix D.II-kel pótolták. Szeptember elején Maier átkérette magát a neumarkti vadászpilóta-iskolához, itt érte a háború vége is.
A világháború után a független Magyarország 2. repülőosztályában, majd a Vörös Légierő 4. századának parancsnokhelyetteseként szolgált. A békekötés után a budapesti Műegyetem gépészmérnöki karán tanult. Itt alapító tagja volt a Műegyetemi Sportrepülő Egyesületnek. 1922-ben vitézi címet kapott; ekkor Modory Józsefre magyarosította a nevét. 1928 és 1931 között ő volt a mátyásföldi repülőtér vezetője, ezután kinevezték a szombathelyi 2/II bombázóosztály, majd az 1. vadászrepülő-ezred parancsnokává. 1935-ben előléptették őrnaggyá. 1936-tól a 2. bombázóezredet vezette, a következő évben pedig már alezredesként a Ludovika Akadémia tanulmányzi vezetőjeként dolgozott. 1941-től a gyakorlódandár parancsnoka, 1942-től ezredes, 1943-ban a kiképződandár irányítója.
A második világháború után Argentínába emigrált, ott halt meg 1958. május 7-én.       

## Kitüntetései
- A Magyar Érdemrend lovagkeresztje
- A Magyar Érdemrend tisztikeresztje
- Lipót Rend lovagkeresztje hadidíszítménnyel, kardokkal
- Vaskorona Rend III. osztálya hadidíszítménnyel, kardokkal
- Katonai Érdemkereszt III. osztály hadidíszítménnyel és kardokkal
- Ezüst Katonai Érdemérem hadiszalagon, kardokkal
- Bronz Katonai Érdemérem hadiszalagon, kardokkal
- Károly-csapatkereszt
- Háborús Emlékérem kardokkal és sisakkal
- Tiszti Szolgálati Jel II/a osztálya
- Erdélyi Emlékérem
- Délvidéki Emlékérem
- a bolgár Katonai Érdemrend parancsnoki keresztje
- Vaskereszt II. osztály

## Győzelmei
| Sorszám | Dátum              | Egység           | Repülőgépe     | Ellenfele      |
| ------- | ------------------ | ---------------- | -------------- | -------------- |
| 1       | 1917. november 15. | 55. vadászszázad | Albatros D.III | Caproni        |
| 2       | 1917. november 15. | 55. vadászszázad | Albatros D.III | Caproni        |
| 3       | 1917. november 17. | 55. vadászszázad | Albatros D.III | Savoia-Pomilio |
| 4       | 1917. november 17. | 55. vadászszázad | Albatros D.III | SAML           |
| 5       | 1917. november 18. | 55. vadászszázad | Albatros D.III | Savoia-Pomilio |
| 6       | 1917. december 7.  | 55. vadászszázad | Albatros D.III | Pomilio PE2    |
| 7       | 1917. december 7.  | 55. vadászszázad | Albatros D.III | SAML           |